# Le Korrigan
Ne doit pas être confondu avec Korrigan.
Le Korrigan (The Changeling) est le troisième épisode de la deuxième saison de la série télévisée Star Trek. Il fut diffusé pour la première fois le 29 septembre 1967 sur la chaîne NBC.
La Fédération dépêche l'Enterprise après la disparition soudaine du système Malurian et de ses quatre milliards d'habitants. La cause du massacre est une sonde terrienne du XXIe siècle, « Nomad », qui à la suite d'un accident commence à stériliser toute forme de vie qu'elle considère comme imparfaite.

## Distribution

### Acteurs principaux
- William Shatner : capitaine Kirk (VF : Yvon Thiboutot)
- Leonard Nimoy : Spock (VF : Régis Dubost)
- DeForest Kelley : McCoy
- George Takei : Sulu
- Nichelle Nichols : Uhura
- James Doohan : Scotty

### Acteurs secondaires
- Blaisdell Makee : Singh
- Arnold Lessing : garde de sécurité
- Vic Perrin : voix de Nomad
- Majel Barrett : infirmière Christine Chapel
- Eddie Paskey : lieutenant Leslie
- William Blackburn : lieutenant Hadley
- Meade Martin : membre d'équipage
- Roger Holloway : lieutenant Lemli
- Frank da Vinci : lieutenant Brent

## Résumé
L'Enterprise enregistre un message de détresse dans le système Malurian mais, le temps d'arriver sur place, le système entier a été détruit et ses quatre milliards d'habitants ont disparu. Alors qu'ils tentent de connaître la raison de ce massacre, un objet cylindrique commence à attaquer le vaisseau terrien et à endommager le champ de force de protection. Le capitaine Kirk transmet alors un message envers l'objet qui s'arrête de tirer. Celui-ci lui répond qu'il souhaite s'adresser en personne au capitaine et est téléporté sur le vaisseau. L'équipage est alors surpris de voir apparaître dans le vaisseau une sonde flottante d'un mètre de long.
La sonde, nommée « Nomad », identifie Kirk comme étant « le Créateur » et lui obéit. Peu de temps après, Spock découvre que la sonde le prend pour un scientifique du XXIe siècle Jackson Roykirk, qui l'a créée afin d'explorer l'espace et découvrir de nouvelle formes de vie. Intrigué par le chant d'Uhura, Nomad tente de télécharger sa mémoire mais la rend complètement amnésique. Alors que l'ingénieur Montgomery Scott tente de s'interposer, Nomad lui envoie une décharge électrique qui le tue.
Ne comprenant pas pourquoi Kirk est fâché, Nomad se propose de « réparer » Scottie qu'il considère comme étant un module biologique de Kirk. Après avoir appris la biologie humaine, il redonne ses fonctions vitales à l'ingénieur. Les dommages d'Uhura quant à eux sont réversible et celle-ci passe du temps en rééducation avec l'infirmière Christine Chapel. Grâce à ses dons télépathiques, Spock opère un transfert d'esprit vulcain sur la machine et découvre que celle-ci est entrée en collision avec Tan Ru, une autre sonde destinée à stériliser les planètes. Les deux programmes combinés ont créé une programmation persuadée qu'elle doit stériliser les formes de vies « imparfaites ».
Ayant découvert la biologie terrienne grâce aux instructions de Spock, Nomad s'aperçoit que les humains sont imparfaits et, après avoir tué ses gardiens, dévie le vaisseau pour qu'il retourne sur Terre. Le capitaine Kirk tente alors de l'en dissuader et manipule la sonde avec sa propre logique : si Nomad s'est trompé en le prenant pour son créateur, alors la sonde est imparfaite et elle doit elle-même se stériliser. Il parvient à téléporter la sonde dans l'espace avant que celle-ci ne s'autodétruise. Sur le pont, Kirk ironise sur le fait qu'il vient de perdre une forme de vie qui le prenait pour son fils.

## Autour de l'épisode
- Le thème central de l'épisode (une entité créée par l'humanité devient amnésique et folle, et envisage d'anéantir son créateur) sera repris par le film tiré de la série : Star Trek, le film (1979).
- Il s'agit d'un des rares épisodes à se passer intégralement à l'intérieur du vaisseau avec Charlie X, Un tour à Babel , Hélène de Troie et Veritas.
- Le personnage de Pavel Chekov joué par Walter Koenig n'apparaît pas dans cet épisode.
- Le chant d'Uhura est le même que celui qu'elle entonne dans La Conscience du roi.
- Kirk compare la sonde Tan Ru à un « changelin » (cf titre de l'épisode en anglais), une créature qui remplace un nouveau-né humain qui a été enlevé. Dans la version française, le terme a été remplacé par celui de « korrigan ».

## Production

### Écriture
L'épisode est écrit par le scénariste John Meredyth Lucas. Démarré le 15 mars 1967, le scénario est finalisé fin avril 1967 avant d'être réécrit partiellement par le producteur Gene L. Coon, la scénariste D. C. Fontana et Roddenberry au cours des mois de mai, juin et juillet 1967.

### Casting
C'est le réalisateur de l'épisode, Marc Daniels qui pose sur la photographie représentant le docteur Jackson Roykirk.

### Tournage
Le tournage eut lieu du 6 au 14 juillet 1967 dans les studios de la compagnie Desilu Productions sur Gower Street à Hollywood sous la direction de Marc Daniels.
Un linguiste spécialisé dans le Swahili fut engagé afin d'écrire les lignes de texte d'Uhura au moment où celle-ci a perdu la mémoire.

## Diffusions

### Diffusion aux États-Unis
L'épisode fut retransmis à la télévision pour la première fois le 29 septembre 1967 sur la chaîne NBC en tant que troisième épisode de la deuxième saison.

### Diffusion au Royaume Uni et au Québec
L'épisode fut diffusé au Royaume Uni le 25 mai 1970 sur BBC One.
En version francophone, l'épisode fut diffusé au Québec en 1971. 

### Diffusion en France
En France, l'épisode est diffusé le 19 juillet 1986 lors de la rediffusion de l'intégrale de Star Trek sur La Cinq.

## Réception critique
Dans un classement pour le site Hollywood.com, Christian Blauvelt place cet épisode à la 33e position sur les 79 épisodes de la série originelle notant sa ressemblance avec le scénario du film. 
Pour le siteThe A.V. Club, Zack Handlen donne à l'épisode la note de B+ trouvant que l'épisode est amusant mais estimant qu'il reste des inconsistances notamment l'effaçage de mémoire d'Uhura qui est résolu de façon étrange.
Le scénario de l'épisode est connu pour fortement ressembler à celui de Star Trek, le film au point que celui-ci est surnommé par les fans "Where Nomad Has Gone Before."

## Adaptation littéraire
L'épisode fut romancé sous forme d'une nouvelle écrite par James Blish dans le livre « Star Trek 7 », un recueil compilant différentes histoires de la série et sorti en 1972 aux éditions Bantam Books.

## Éditions commerciales
Aux États-Unis, l'épisode est disponible sous différents formats. C'est l'un des rares épisodes à avoir été édité sous un format disque laser nommé le Capacitance Electronic Disc avec l'épisode Les Derniers Tyrans. En 1986, l'épisode est sorti en VHS et Betamax avant d'être réédité en avril 1994. L'épisode sortit en version remastérisée sous format DVD en 1999 et 2004
L'épisode connu une nouvelle version remasterisée sortie le 2 février 2008 : l'épisode connu de nombreux nouveaux effets spéciaux, notamment les plans de l'Enterprise et du Nomad vue de l'espace qui ont été refait à partir d'images de synthèse. Cette version est comprise dans l'édition Blu-ray, diffusée en septembre 2009.
En France, l'épisode fut disponible avec l'édition VHS de l'intégrale de la saison 2 en 2000. L'édition DVD est sortie le 18 novembre 2004 et l'édition Blu-ray le 27 avril 2009.